# Ninoe dibranchia
Ninoe dibranchia är en ringmaskart som beskrevs av Hartman och Fauchald 1971. Ninoe dibranchia ingår i släktet Ninoe och familjen Lumbrineridae. Inga underarter finns listade i Catalogue of Life.